# Wongaling Beach
Wongaling Beach – miasto w Australii, w stanie Queensland, nad Oceanem Spokojnym.